# Robério Negreiros
Robério Bandeira de Negreiros Filho (Brasília, 7 de setembro de 1978) é um empresário e político brasileiro. Filiado ao Partido Social Democrático (PSD), é atualmente deputado distrital do Distrito Federal.

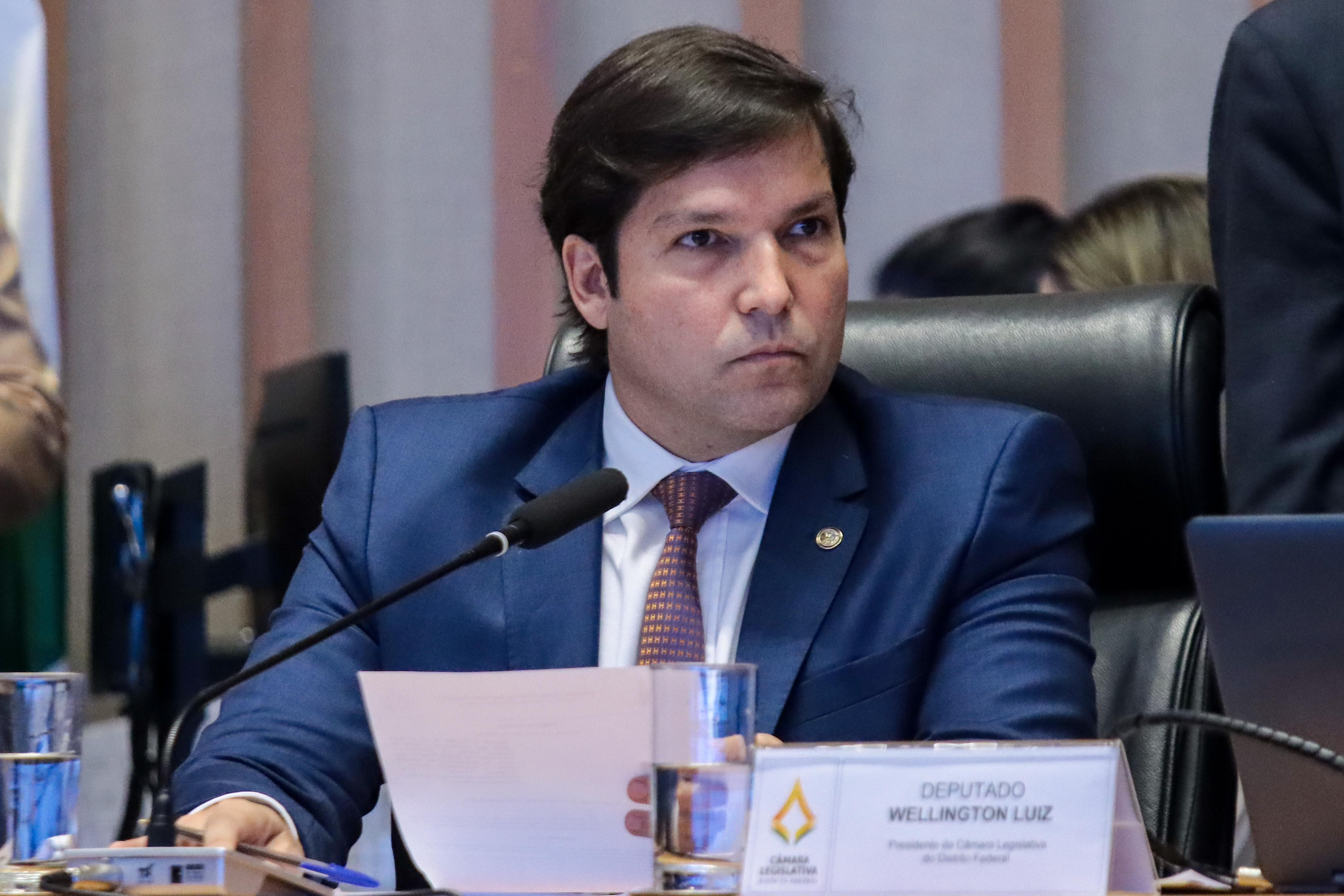
Deputado Robério Negreiros no Plenário da Câmara Legislativa do Distrito Federal.

## Biografia
Negreiros é natural de Brasília. Em 2019, o jornal Metrópoles reportou que a Brasfort havia recebido R$ 1,1 bilhão do governo do Distrito Federal (GDF) desde 2007. Em 2010, Negreiros reportou à Justiça Eleitoral possuir um patrimônio de R$ 147 mil, o qual evoluiu para R$ 1,3 milhão e R$ 1,2 milhão em 2014 e 2018, respectivamente.
Na eleição de 2010, Negreiros concorreu a deputado distrital pelo Partido do Movimento Democrático Brasileiro (PMDB) e classificou-se na primeira suplência, com 9.256 votos (0,66%). Em janeiro de 2012, assumiu o cargo em decorrência da cassação do mandato de Benício Tavares, pelo Tribunal Superior Eleitoral (TSE). Sua posse foi oficializada em 5 de janeiro.
Negreiros foi reeleito deputado distrital na eleição de 2014 com 25.646 votos, ou 1,68% dos votos válidos, sendo a segunda maior votação para o cargo naquela eleição. Em novembro de 2016, ingressou com ação no Tribunal Regional Eleitoral (TRE) solicitando sua desfiliação do PMDB, sob a alegação de perseguição política e falta de espaço. Em abril de 2016, passou a integrar o Partido da Social Democracia Brasileira (PSDB). Em abril de 2018, filiou-se ao Partido Social Democrático (PSD). Em outubro daquele ano, reelegeu-se com 18.819 votos (1,27%).
Em agosto de 2019, Negreiros foi alvo de operação policial que investigava suposta fraude em listas de presença da Câmara Legislativa. Em junho de 2020, virou réu por caixa dois, em denúncia ofertada pelo Ministério Público Eleitoral. Em julho de 2020, o Tribunal de Contas do DF arquivou o processo que apurava as fraudes nas listas, tendo julgado que Negreiros assumiu as falhas denunciadas, as quais teriam ocorrido de boa-fé, bem como ressarciu o erário público.  Em novembro de 2020, o Deputado Robério Negreiros foi absolvido da denúncia de caixa dois, por falta de provas.
Em outubro de 2019, Negreiros licenciou-se do mandato parlamentar para viajar até Portugal, de modo a obter a cidadania portuguesa.
Na Oitava Legislatura, que teve início em 2 de fevereiro de 2021, o deputado Robério Negreiros participa de três Comissões Permanentes, como titular
Entre elas, a Comissão de Assuntos Sociais – CAS; a Comissão de Desenvolvimento Econômico Sustentável, Ciência, Tecnologia, Meio Ambiente e Turismo – CDESCTMAT;
e a Comissão de Fiscalização, Governança, Transparência e Controle – CFGTC, na qual atua como vice-presidente.  O deputado Robério Negreiros participa ainda de outras três comissões, como suplente: Comissão de Segurança – CSEG  Comissão de Constituição e Justiça – CCJ; e Comissão de Defesa dos Direitos Humanos, Cidadania, Ética e Decoro Parlamentar – CDDHCEDP.
Pelo segundo biênio consecutivo, o deputado Robério Negreiros está à frente da Segunda Secretaria da Mesa Diretora da Câmara Legislativa do Distrito Federal (CLDF), onde deve atuar entre os anos de 2021 e 2022. A posse ocorreu em sessão híbrida, presencial e por videoconferência, em 1º de janeiro de 2022.
Robério Negreiros foi indicado pelo governador do Distrito Federal, Ibaneis Rocha (MDB), para ocupar o cargo de vice-líder do Governo do Distrito Federal.
Nas eleições de 2022, obteve 31.341 votos para deputado distrital, sendo reeleito para o quarto mandato. Além disso, foi o primeiro distrital com as contas aprovadas sem ressalva pelo Tribunal Regional Eleitoral (TRE/DF).
O parlamentar foi  líder do governo na CLDF em 2023 e 2024. Em janeiro de 2025, o distrital Robério Negreiros deixa a liderança do governo com a aprovação de 200 proposições do Executivo, aproximadamente, sendo 92 em 2023 e 111 em 2024. Agora, Negreiros retorna à Mesa Diretora da CLDF, onde comandará a 4ª secretaria.